# Skvaken
Skvaken är en sjö i Ånge kommun i Medelpad och ingår i Ljungans huvudavrinningsområde. Sjöns area är 0,042 kvadratkilometer och den befinner sig 300 meter över havet.